# Virtus Pallacanestro Bologna 1989-1990

## Roster
| Knorr Bologna 1989/1990 | Knorr Bologna 1989/1990 |
| Giocatori               | Staff tecnico           |
| ----------------------- | ----------------------- |

| N. | Naz.                   | Ruolo | Nome                   | Anno | Alt.   | Peso |  |
| -- | ---------------------- | ----- | ---------------------- | ---- | ------ | ---- |  |
| 4  | Italia (bandiera)      | P     | Roberto Brunamonti (c) | 1959 | 192 cm |      |  |
| 6  | Italia (bandiera)      | P     | Claudio Coldebella     | 1968 | 196 cm |      |  |
| 8  | Italia (bandiera)      | G     | Mike Sylvester         | 1951 | 196 cm |      |  |
| 11 | Italia (bandiera)      | C     | Augusto Binelli        | 1964 | 211 cm |      |  |
| 12 | Stati Uniti (bandiera) | C     | Clemon Johnson         | 1956 | 205 cm |      |  |
| 13 | Italia (bandiera)      | C     | Clivo Righi            | 1966 |        |      |  |
| 14 | Italia (bandiera)      | A     | Vittorio Gallinari     | 1958 | 200 cm |      |  |
| 15 | Italia (bandiera)      | A     | Lauro Bon              | 1961 | 200 cm |      |  |
| 17 | Italia (bandiera)      | A     | Tommaso Tasso          | 1966 |        |      |  |
| 20 | Stati Uniti (bandiera) | G     | Micheal Ray Richardson | 1955 | 195 cm |      |  |
|    | Italia (bandiera)      | PG    | Massimiliano Romboli   | 1971 | 192 cm |      |  |
|    | Italia (bandiera)      |       | Saverio Nero           | 1971 |        |      |  |
|    | Italia (bandiera)      | P     | Davide Bonora          | 1973 | 186 cm |      |  |
|    | Italia (bandiera)      | A     | Andrea Cempini         | 1970 | 203 cm |      |  |

| Allenatore                                    |
| Ettore Messina                                |
| Assistente/i                                  |
| Renato Pasquali Legenda - (C) Capitano Roster |

## Risultati
- Serie A1:
  - stagione regolare: 5ª classificata su 16 squadre (19-11)
  - playoff:  eliminata ai quarti di finale (3-2)
- Coppa Italia:  Vincente (8-2)
- Coppa delle Coppe:  Vincente (8-3)